# Kim Newcombe
Kim Newcombe (Nelson, 2 gennaio 1944 – Northampton, 14 agosto 1973) è stato un pilota motociclistico neozelandese.

## Carriera
Dopo aver lavorato da adolescente come meccanico a Auckland, in Nuova Zelanda, e dopo aver fatto il suo esordio in competizioni di motocross, nel 1963 si trasferisce in Australia dove, prima a Brisbane e poi a Melbourne, partecipa a gare su strada, di speedway e di short track.
Nel 1968 si trasferisce a Berlino, dove lavora come ingegnere presso il reparto ricerca e sviluppo della König (azienda nota per la produzione di motori per i fuoribordo). L'anno successivo fa il suo debutto nelle competizioni europee, guidando una moto costruita da lui stesso. In seguito inizià a lavorare anche come collaudatore e, nel 1972, fa il suo debutto nella classe 500 del motomondiale con una moto, la König, che si dimostra subito competitiva. L'anno successivo corre nella stessa classe sempre a bordo di una König. L'11 agosto, durante una gara sul Circuito di Silverstone non valida per il mondiale, a causa del surriscaldamento dei tamburi della sua moto non riesce a frenare, schiantandosi contro un muretto. Morirà tre giorni dopo, il 14 agosto, presso l'ospedale di Northampton.
Ha ottenuto in tutto una vittoria, un secondo posto e tre terzi posti. Il suo miglior piazzamento finale è stato il 2º posto ottenuto proprio nel 1973, l'anno del suo incidente mortale.

## Risultati nel motomondiale
| 1972 | Classe | Moto  |   |    |  |  |  |  |    |     |   |     |   |     |  | Punti | Pos. |
| ---- | ------ | ----- | - | -- |  |  |  |  | -- | --- | - | --- | - | --- |  | ----- | ---- |
| 1972 | 500    | König | 3 | 10 |  |  |  |  | 12 | Rit | 3 | Rit | 5 | Rit |  | 27    | 10º  |

| 1973 | Classe | Moto  |   |   |     |    |  |   |   |   |     |   |   |  |  | Punti   | Pos. |
| ---- | ------ | ----- | - | - | --- | -- |  | - | - | - | --- | - | - |  |  | ------- | ---- |
| 1973 | 500    | König | 5 | 3 | Rit | AN |  | 1 | 2 | 4 | Rit | 3 | 4 |  |  | 63 (69) | 2º   |

| Legenda | 1º posto        | 2º posto            | 3º posto            | A punti      | Senza punti        | Grassetto – Pole position Corsivo – Giro più veloce |
| Legenda | Gara non valida | Non qual./Non part. | Ritirato/Non class. | Squalificato | '-' Dato non disp. | Grassetto – Pole position Corsivo – Giro più veloce |